# 꽃차례

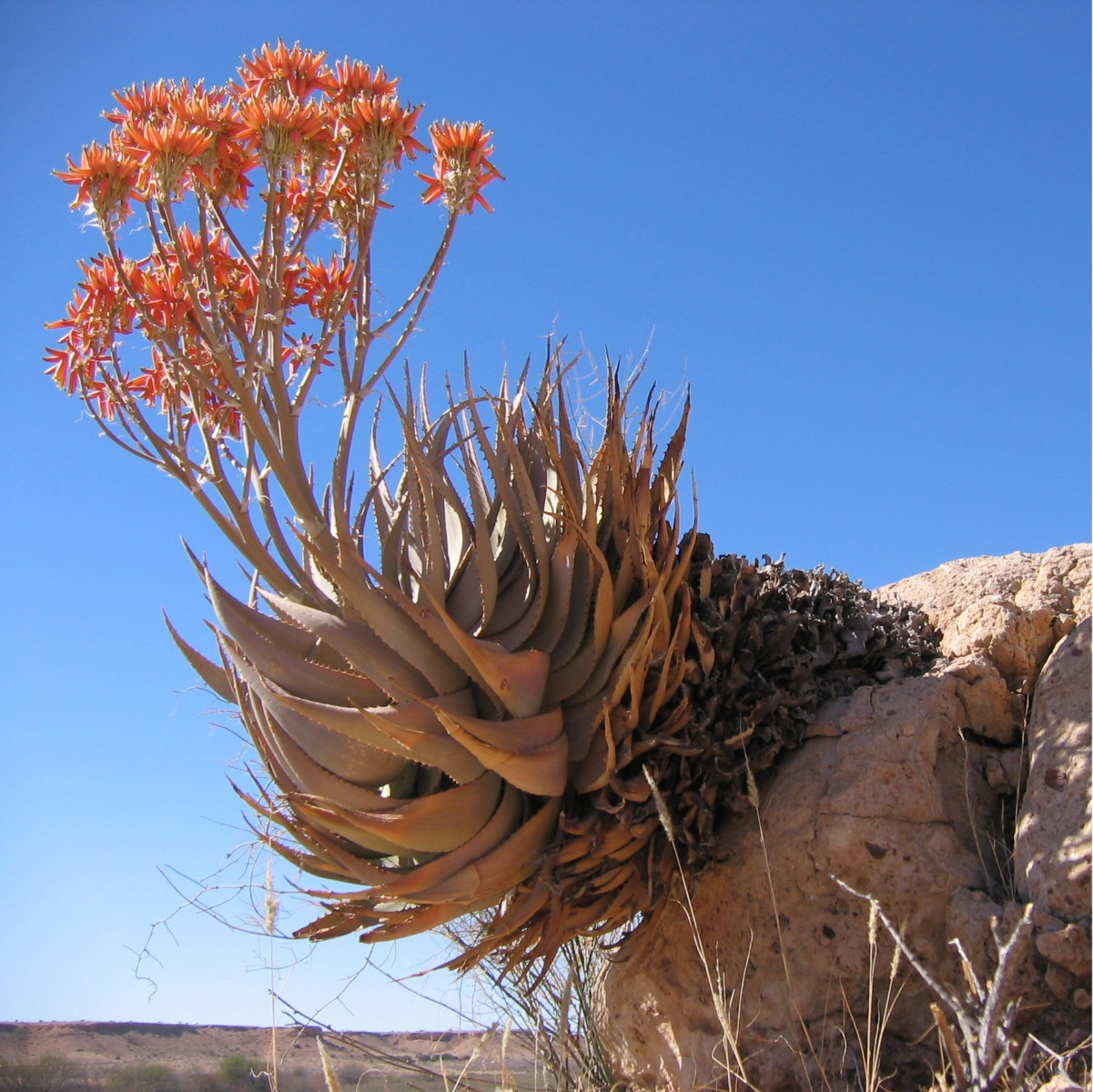
꽃자루를 지닌 꽃차례가 보이는 Aloe hereroensis

꽃차례 또는 화서(花序)(영어: Inflorescence)는 꽃이 꽃대에 붙는 순서나 배열, 혹은 그 꽃이 붙은 줄기나 가지를 말한다. 꽃의 배열상태는 보통 동정 및 계통의 유연관계를 파악하는데에 있어 매우 중요하다.

## 무한꽃차례

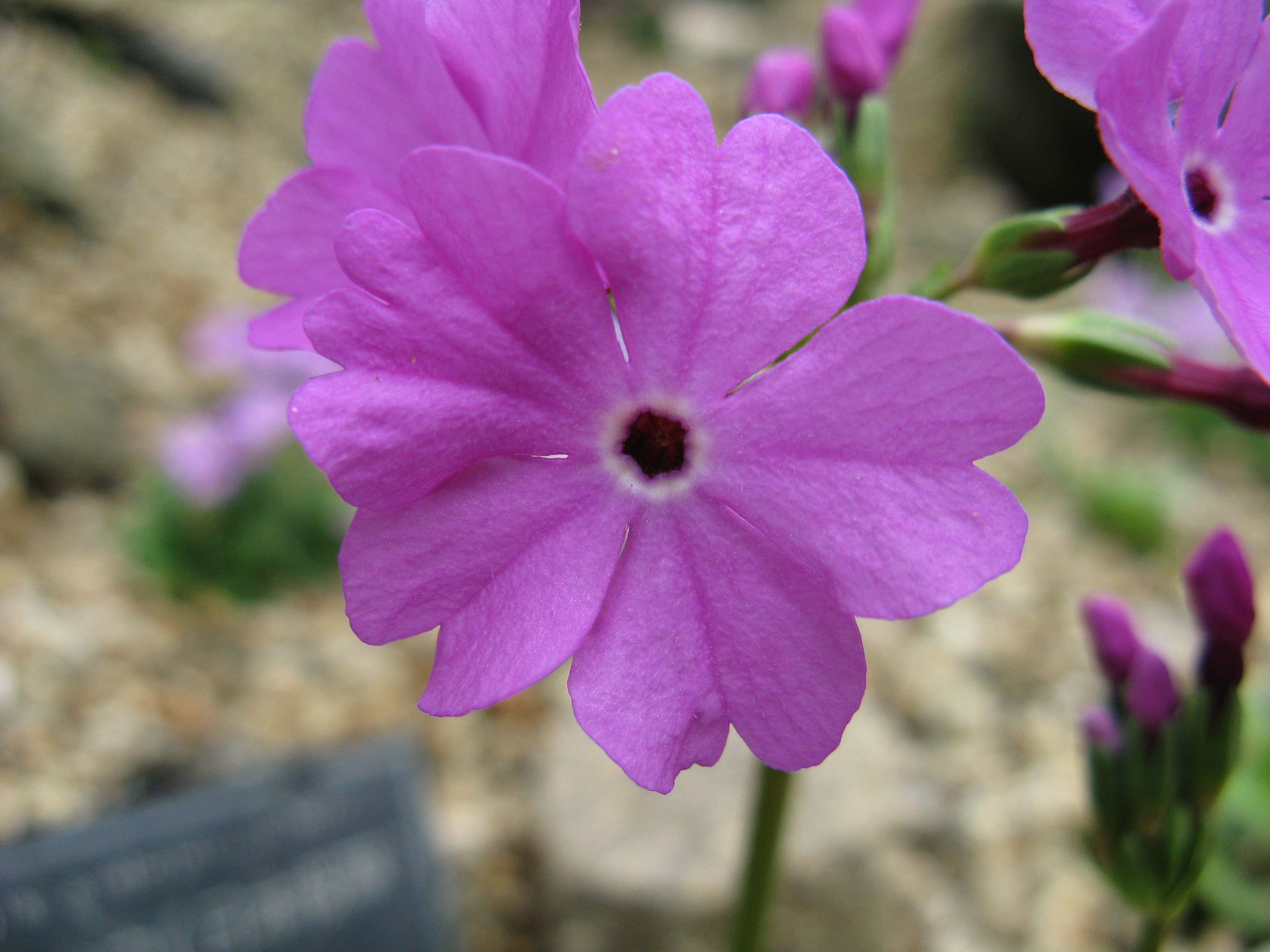
산형화서, 앵초

무한꽃차례(무한화서, 無限花序)는 꽃차례의 옆 또는 일부분에서만 꽃이 피는 것으로, 대개 꽃대의 아래쪽(또는 바깥쪽)에서 위쪽으로 향해 꽃이 핀다. 이것은 꽃대가 자라는 동안에는 꽃이 무한히 필 수 있으므로 이와 같은 이름이 붙여졌다.
- 단정꽃차례: 단꽃차례로도 불리며 단 한 개의 화축으로 이루어져 있다.(튤립·얼레지·까치무릇·양귀비)
- 총상꽃차례(總狀花序, 모두송이꽃차례): 갈라지지 않은 하나의 화축에 작은꽃가지가 발달한 꽃들이 배열되어 있다.(범꼬리·짚신나물)
- 수상꽃차례(穗狀花序, 이삭꽃차례): 총상화서와 비슷하게 생겼으나 각 꽃의 작은꽃가지가 매우 짧거나 없다.(밀·쇠무릎지기·질경이)
- 산방꽃차례(繖房花序, 고른우산꽃차례): 꽃가지의 끝이 거의 같은 높이로 자라서 꽃이 가운데를 향해 피어나간다.(유채·냉이·무)
- 산형꽃차례(傘形花序, 우산꽃차례): 우산 모양의 꽃차례로, 꽃차례 축의 끝 부분에 한 점으로부터 작은꽃가지가 동일한 길이로 꽃을 달고 있다. 대부분 무한꽃차례이나 유한꽃차례에서 보이는 경우도 있다.(앵초·청미래덩굴·석산·미나리)
- 두상꽃차례(頭狀花序): 꽃가지가 퇴화해 줄기의 정점으로 많은 꽃들이 몰려있다. 유한꽃차례에서도 두상꽃차례의 형식이 나타나며, 이런 형식의 경우 중앙에 모여있는 꽃들이 먼저 피기도 한다. (민들레·센토레아, 서향, 엉겅퀴)
- 육수꽃차례(肉穗花序, 살이삭꽃차례): (앉은부채·천남성·부들 등)
- 원추꽃차례(圓錐花序, 원뿔꽃차례)
- 미상꽃차례(유이꽃차례): 바람으로 꽃가루받이를 하는 단순한 꽃들로 이루어져 있다. 화축이 길게 늘어져 있다. 유한꽃차례이기도 하다. (상수리나무)

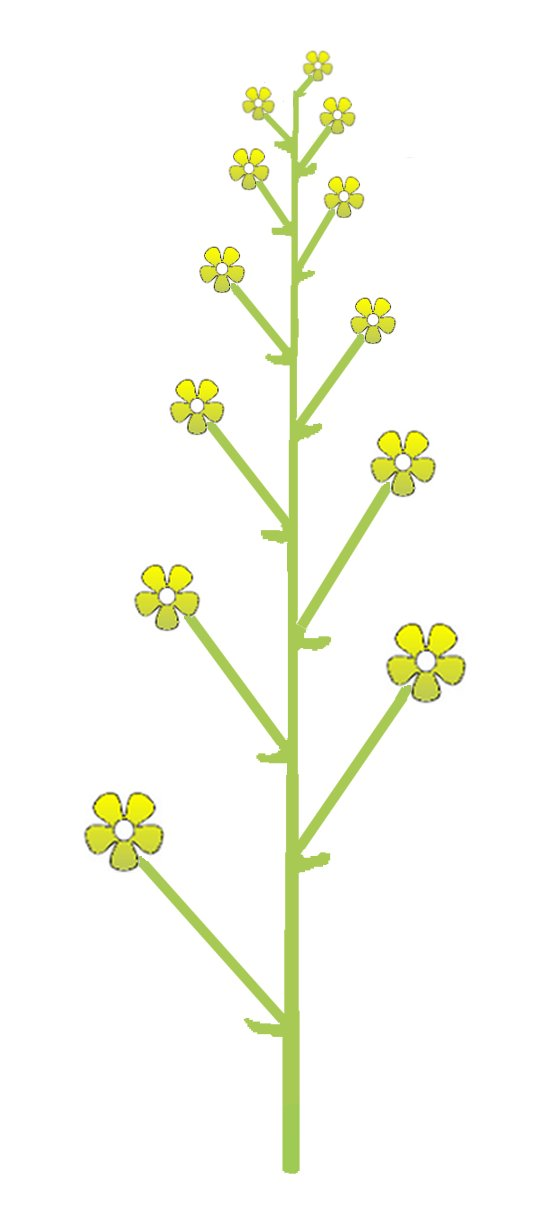
총상화서(총상꽃차례)
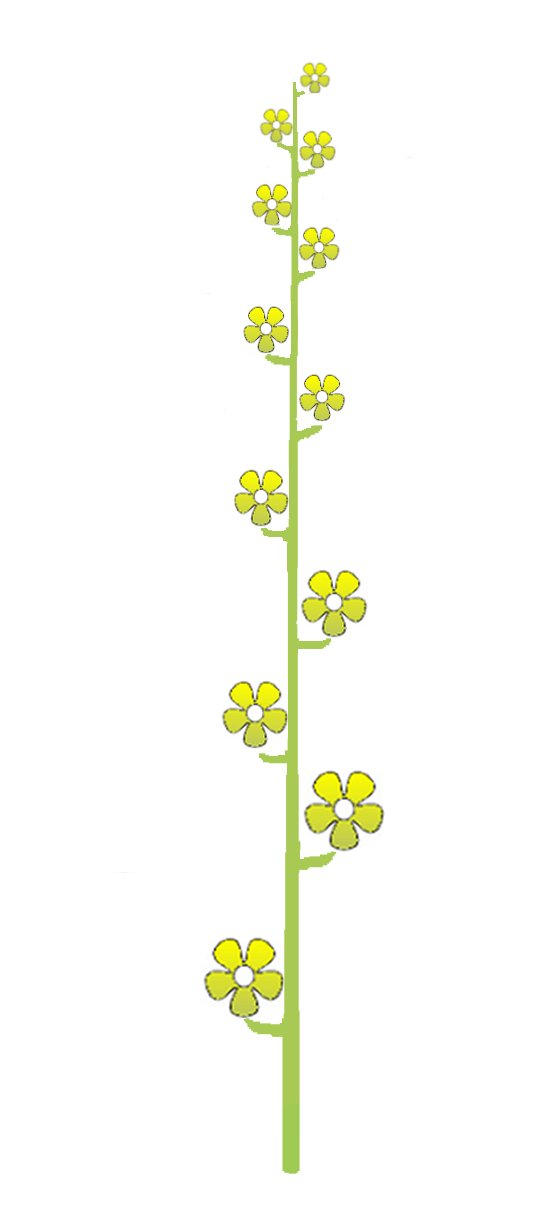
수상화서(수상꽃차례)
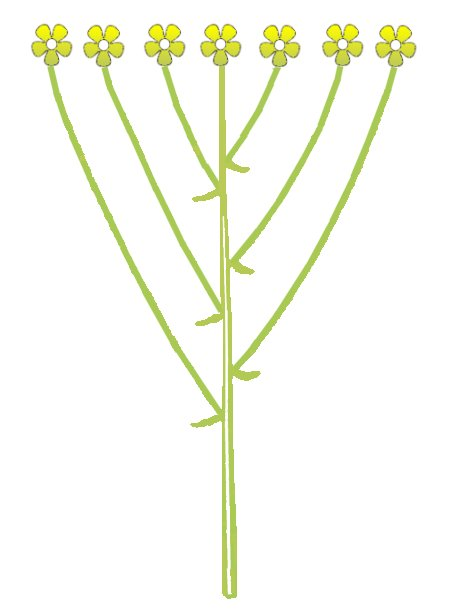
산방화서(산방꽃차례)
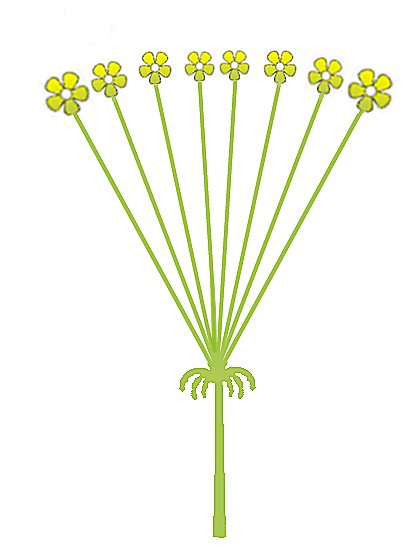
산형화서(산형꽃차례)

## 유한꽃차례
유한꽃차례(有限花序)는 꽃이 꽃대의 위(정단화)에서부터 아래쪽을 향해 피어나가는 꽃차례이다. 무한꽃차례보다 원시적이다.

### 취산꽃차례
취산꽃차례(聚繖次例, cyme)는 유한꽃차례 중 가장 흔한 유한 꽃차례로, 본 꽃대에서 갈라져 나온 작은 꽃가지가 마주나기(대생)을 이루며 꽃이 3개 씩 한 단위로 묶여 있다. 취산꽃차례는 꽃차례를 이루는 작은 꽃가지의 갯수 및 위치 차이로 인해 다양한 종류가 있다. 꽃차례 작은 가지가 처음부터 정단화를 달고 있는 끝부분 전까지 여러 개의 마디 사이를 형성하면 원추꽃차례와 비슷한 모습이 형성된다. 대표적인 식물로는 미나리아재비, 수국, 작살나무, 백당나무 등이 있다.
- 원추상취산꽃차례
- 안목상취산꽃차례: 꽃가지에 꽃이 하나씩 있으며, 어긋나기식으로 꽃가지가 분지한다.(총상꽃차례와 다른 방식이다.)
- 단출취산꽃차례: 권산꽃차례라고도 한다. 한쪽의 꽃가지가 완전히 퇴화한 쪽으로 말려 있으며, 바깥쪽에는 꽃 하나가 달린 작은 가지가 하나씩 배열되어 있다. (물망초·지치)
- 이출취산꽃차례(기상꽃차례) (닭의장풀)
- 배상꽃차례 (대극과)

## 복합꽃차례
무한꽃차례와 유한꽃차례는 모두 간단한 구조를 보이는 '단일꽃차례(單一花序)'이다. 그러나 식물 중에는 단일꽃차례가 모여 복잡한 구조를 이루는 것들이 있는데 이것을 '복합꽃차례(複合花序)'라고 한다.
- 수상꽃차례가 이삭 모양으로 배열하는 복수꽃차례(밀)
- 산형꽃차례가 산 모양으로 배열하는 복산형꽃차례(미나리과)
- 수상꽃차례가 총상으로 배열하는 수상총상꽃차례(사초속)
- 두상꽃차례가 기산상으로 배열하는 두상기산꽃차례(민솜방망이) 등이 있다.